# Norma John
Norma John – fiński zespół muzyczny założony w Helsinkach, reprezentant Finlandii podczas 62. Konkursu Piosenki Eurowizji (2017).

## Kariera muzyczna
Zespół powstał w 2008, na samym początku znany był jako Norma John and a Backbone, a w jego skład prócz Leeny Tirronen i Lasse Piirainena wchodzili także gitarzysta Nicholas Rehn, basista Michael Antila oraz perkusista Otto Alahuhtala.
W 2010 Leena Tirronen zajęła trzecie miejsce w pierwszym sezonie fińskiej edycji programu X Factor. 
28 stycznia 2017 podczas fińskich selekcji eurowizyjnych Uuden Musiikin Kilpailu 2017 zespół zaprezentował utwór „Blackbird”.  Utwór napisała Leena Tirronen, której przy tworzeniu kompozycji towarzyszył Lasse Piirainen, a przy produkcji Kalle Keskikuru. Kompozycja zwyciężyła po zdobyciu łącznie 182 punktów (94 od jurorów i 88 od widzów), a duet został reprezentantem Finlandii podczas 62. Konkursu Piosenki Eurowizji. Jednocześnie pierwszy raz po kilkuletniej przerwie zwyciężył zespół, który wygrał zarówno w głosowaniu u jurorów, jak i u telewidzów.
W kwietniu 2017 zespół wyruszył w mini trasę promocyjną po Europie, obejmującą występy między innymi podczas London Eurovision Party w Londynie, Israel Calling w Tel-Awiwie oraz Eurovision in Concert w Amsterdamie, podczas której promował utwór „Blackbird”. 9 maja duet wystąpił z siódmym numerem startowym w pierwszym półfinale 62. Konkursu Piosenki Eurowizji i nie zakwalifikował się do finału, zajmując ostatecznie dwunaste miejsce i zdobywając 92 punkty (51 od telewidzów i 41 od jurorów). Singel dotarł do 10. miejsca w zestawieniu prezentującym popularność pobierania piosenek w formie digital download, a także 27. pozycji na liście radiowej przebojów publikowanej przez International Federation of the Phonographic Industry w Finlandii – Musiikkituottajat.
Na początku 2018 duet wszedł w skład międzynarodowej grupy jurorów opiniującej muzyczne propozycje eurowizyjne Czech na 63. Konkurs Piosenki Eurowizji. 
2 marca 2018 nakładem wytwórni płytowej Capitol Records ukazał się singel „Hellfire”. Tego samego roku duet nawiązał także współpracę z polską piosenkarką Kasią Moś, czego efektem było nagranie gościnnego udziału w singlu piosenkarki „Wild Eyes”, do którego słowa napisali Lilly Ahlberg oraz Rickard Bonde Truumeel. Utwór został premierowo wykonany przez artystów na koncercie Narodowej Orkiestry Symfonicznej Polskiego Radia w Katowicach, a Kasia Moś wykonując singel w kwietniu 2020 podczas Koncertu dla Bohaterów stacji TVN i Fundacji TVN Nie jesteś sam zadedykowała go lekarzom opiekującym się chorymi w czasie pandemii koronawirusa.

## Single
| Rok       | Tytuł                   |
| --------- | ----------------------- |
| 2017      | „Blackbird”             |
| 2018      | „Hellfire”              |
| Gościnnie |                         |
| 2018      | „Wild Eyes” (Kasia Moś) |